# Teatro infantil

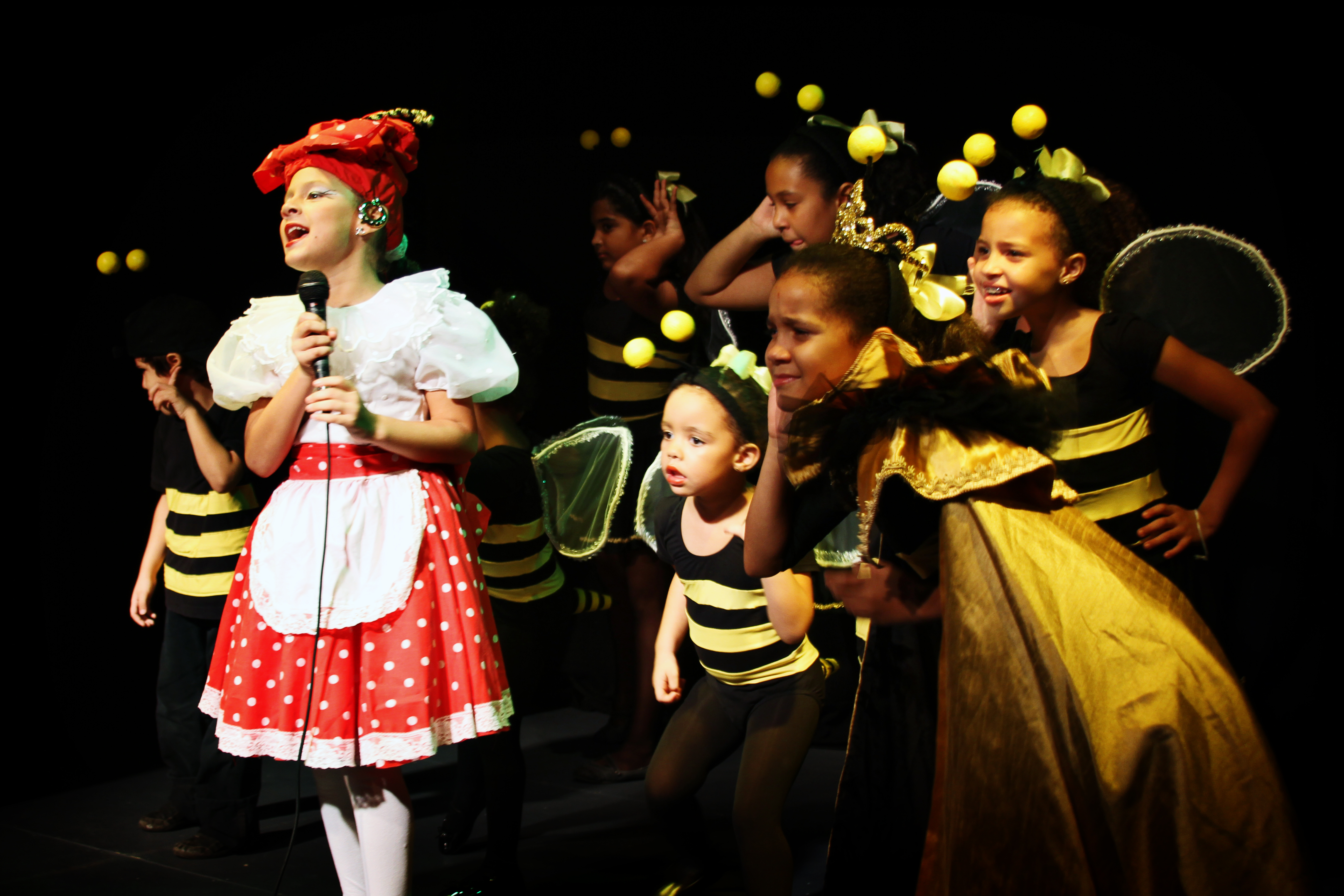
Compañía de teatro infantil "La Colmenita RD" (Cuba).

Se llama teatro infantil a tres tipos de obras en el campo de la dramaturgia: los textos escritos por niños y adolescentes; los escritos para ellos o teatro para niños y los que la tradición literaria ha considerado adecuados para ellos. 

## Modalidades
Teatro para niños por interiorización:
Teatro para niños por apropiación: 
son las obras creadas sin tener en cuenta al público infantil, pero que son adoptadas por los niños, por un fenómeno de recepción, como el caso de Los viajes de Gulliver de Jonathan Swift, o Don Quijote de la Mancha de Miguel de Cervantes Saavedra.

## Mercado editorial
En el mercado literario supone, actualmente, una producción secundaria, a mucha distancia de la narrativa y por debajo también de la poesía infantil; por atención crítica también ocupa el tercer lugar de la tríada de géneros. 
En general, los textos se encuentran en colecciones especializadas de editoriales también especializadas; las tiradas son cortas y las reediciones, escasas. En España, algunas de las editoriales que publican teatro para niños son: CCS (que cuenta con las colecciones "Galería del Unicornio" y "Escena y Fiesta"), ASSITEJ-España (Teatro), Ediciones de la Torre ("Alba y Mayo Teatro"), etc. Además, algunas generalistas españolas, como Everest (que cuenta con las colecciones "Montaña Encantada - Serie Teatro" y "Punto de Encuentro - Teatro") o Anaya (colección "Sopa de Libros Teatro"), lo incluyen en su producción para institutos; justamente en los institutos de enseñanza secundaria es donde es más frecuente hallar talleres de teatro representados (y más raramente, escritos) por los propios adolescentes. 
Además de las colecciones tradicionales impresas, la cultura cibernética permite acceder libremente a textos teatrales para niños a través de Internet, gracias a páginas como las del Portal de Literatura Infantil y Juvenil o del Portal de la Asociación de Autores de Teatro, ambos de la Biblioteca Virtual Miguel de Cervantes.

## Teatro para niños en España

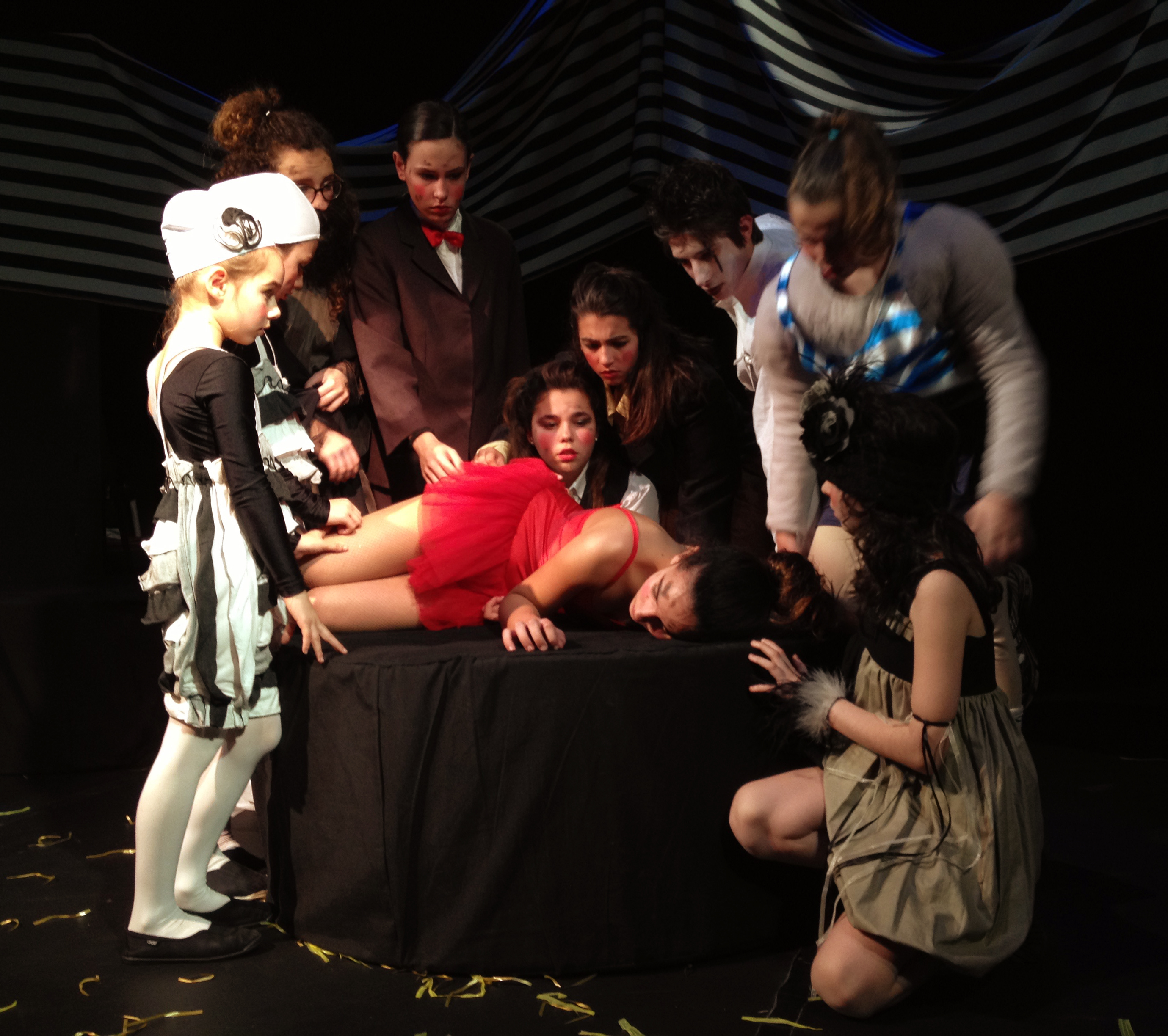
Teatro juvenil por el colectivo Dinámica Teatral, ganadores del "Aprendiz de bufón" en el "VI MUTIS" de Barcelona.

Son muchos los autores de teatro para adultos que han escrito igualmente teatro para niños. Entre ellos se encuentran: Jacinto Benavente (El príncipe que todo lo aprendió en los libros), Alejandro Casona (Retablo jovial, Pinocho y Blancaflor), Federico García Lorca (La niña que riega la albahaca y el príncipe preguntón), Lauro Olmo (quien escribió junto a su compañera, Pilar Enciso: La maquinita que no quería pitar, El león enamorado, El raterillo), Alfonso Sastre (El circulito de tiza), Carlos Muñiz, Carmen Conde, Ana María Matute, Montserrat del Amo, etc.
A estos nombres se pueden añadir los de especialistas en dramaturgia infantil y juvenil como: Jesús Campos García, Ignacio del Moral, Alberto Miralles, Juan Manuel Gisbert, Luis Matilla, Fernando Almena, Juan Luis Mira, Tomás Afán, Fernando Lalana, entre otros muchos.